# Шериф Іса
 Шериф Іса  (англ. Sheriff Isa; нар. 10 листопада 1990, Сокото, Нігерія) — нігерійський футболіст, півзахисник.

## Життєпис
Шериф Іса народився в місті Сокото. У 17 років став чемпіоном світу серед юнаків. Одразу після чемпіонату світу поїхав у Європу. Його хотіли придбати «Атлетіко» (Мадрид) і «Монако», але через конфлікт з агентом гравця трансфери не відбулися.
Із 2012 по листопад 2015 року виступав за донецький «Олімпік».
2 вересня 2016 року було офіційно оголошено про перехід Іси до складу одеського «Чорноморця», але вже 15 грудня того ж року за обопільною згодою він залишив «моряків».

## Титули і досягнення
- Чемпіон Африки (U-17): 2007
- Чемпіон світу (U-17): 2007

### Інтерв'ю
- Іса Шериф: «У мріях — Донбас-Арена і Манчестер Юнайтед» [Архівовано 2 квітня 2015 у Wayback Machine.] (рос.)